# Cratere Patti
Patti  è un cratere sulla superficie di Venere. Deve il proprio nome al soprano italiano Adelina Patti.